# Amanece, que no es poco
Amanece, que no es poco és una pel·lícula espanyola dirigida i escrita per José Luis Cuerda, estrenada el gener de 1989.

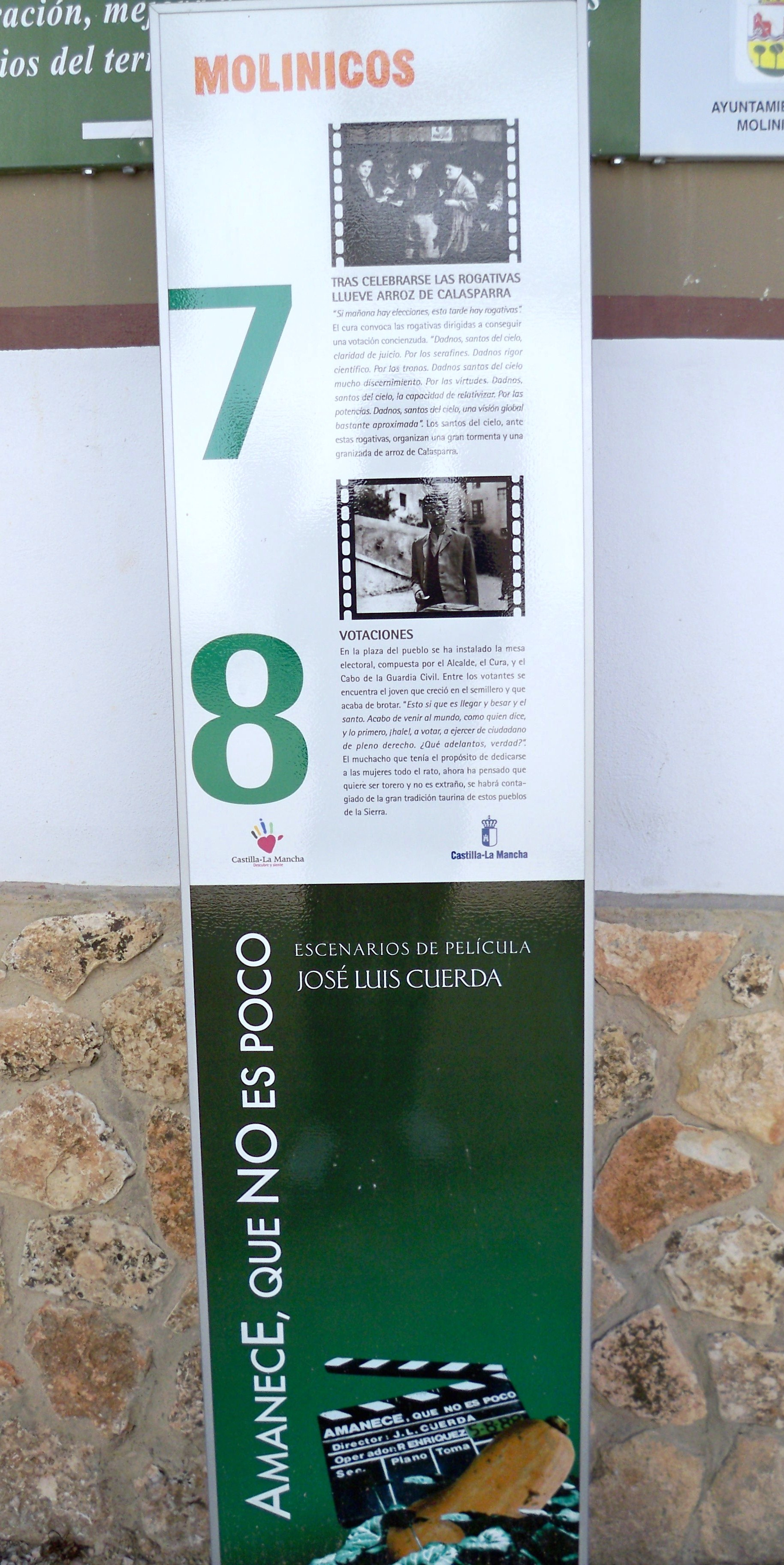
Fita indicadora de la ruta de Amanece, que no es poco en Molinicos (Albacete).

## Argument
Es tracta d'una pel·lícula coral d'humor absurd, amb un guió surrealista replet de situacions d'humor delirant en un poble de la serra d'Albacete.
Un jove enginyer espanyol que treballa a la Universitat d'Oklahoma torna a Espanya per gaudir d'un any sabàtic. Al costat del seu pare, arriba a un remot poble de la muntanya que sembla desert, encara que en realitat tots els veïns són a missa, com cada dia de l'any.

## Rellevància i rodatge
La seua especial realització l'ha convertit en pel·lícula de culte tant en alguns cercles de cinèfils com entre fans.
Va ser gravada en les localitats albacetenyes de Molinicos, Aýna i Liétor, en la idiosincràsia popular de les quals es basa la seua línia argumental. Diversos dels seus habitants van tenir l'oportunitat d'aparèixer en la pel·lícula com a extres.

## Repartiment
- José "Saza" Sazatornil: cap Gutiérrez.
- Carmen de Lirio: Doña Rocío
- Francisco Martínez: Sixto
- Ovidi Montllor: Pascual
- Carmen Rodríguez: esposa de Pascual
- Rafael Díaz: policia Fermín
- Estimada Tercer: esposa de Fermín
- Cassen: rector
- Manuel Alexandre: Paquito, el pare del capellà i levitador
- María Ángeles Ariza: Merceditas, la seua cosina
- Rafael Alonso: alcalde
- Fedra Lorente: Susan, la seua amiga
- Chris Hortes: Tirso, el mesoner
- Elisa Belmonte: soprano
- María I. González: pianista
- Francisco Paco Hernánde: Don Roberto

## Premis i nominacions
IV edició dels Premis Goya
| Categoria                 | Persona                         | Resultat  |
| ------------------------- | ------------------------------- | --------- |
| Millor guió original      | José Luis Cuerda                | Candidat  |
| Millor so                 | Carlos Faruolo Enrique Molinero | Candidats |
| Millors efectes especials | Reyes Abades                    | Candidat  |

## La ruta de «Amanece, que no es poco»
Amb motiu del XX aniversari de l'estrena de Amanece, que no es poco, la Junta de Comunitats de Castella-La Manxa va engegar una nova ruta que tracta de donar a conèixer els escenaris i localitzacions reals en la Serra del Segura (Albacete), on va ser rodada aquesta pel·lícula de culte, que encara meravella a joves generacions d'afeccionats al cinema que encara no eren espectadors quan es va estrenar. Va ser l'any 1988 quan va aparèixer el treball que va consagrar a José Luis Cuerda com a realitzador, a més de ser un èxit de taquilla.
Amanece, que no es poco va suposar el primer llargmetratge que Cuerda va rodar a la seua terra. Aýna, Liétor i Molinicos van acollir el rodatge, i formen part de l'itinerari que els seus carrerons van quedar per sempre retratats en el guió. Ja no solament el fet que el rodatge es fes en aquestes localitats, sinó la participació de centenars de veïns d'aquestes poblacions com a extres de la mateixa és un fet que remarca la caracterització del llenguatge i formes de vida d'aquestes gents en la pel·lícula.